# L'Hôpitals regel
L'Hôpitals regel er benævnelsen for en række matematiske regler eller sætninger af Guillaume de l'Hôpital, der benyttes til bestemmelse af en brøks grænseværdi, når både nævner og tæller går mod enten 0 eller {\displaystyle \infty }, når den indgående variabel går mod et fast punkt eller mod uendelighed.

## Sætningerne
Reglen deles typisk op i tre hovedsætninger. I det følgende betegner {\displaystyle f'} funktionen {\displaystyle f}s afledede.

### Reglen om 0/0-udtryk, nårxgår mod et fast punkt
Lad {\displaystyle f} og {\displaystyle g} være to funktioner, der er definerede nær et punkt {\displaystyle a}. Antag at både {\displaystyle f(x)} og {\displaystyle g(x)} går mod {\displaystyle 0} for {\displaystyle x\to a}. Hvis brøken {\displaystyle {\frac {f'(x)}{g'(x)}}\to c} for {\displaystyle x\to a}, så gælder {\displaystyle {\frac {f(x)}{g(x)}}\to c} for {\displaystyle x\to a}.
Resultatet gælder, uanset om {\displaystyle c} er et reelt tal eller {\displaystyle \pm \infty }, og både hvis {\displaystyle x\to a^{+}} eller {\displaystyle x\to a^{-}}.

#### Et bevis forx→a+{\displaystyle x\to a^{+}}
Af ovenstående haves at
{\displaystyle f(x)\to 0} for {\displaystyle x\to a^{+}}
{\displaystyle g(x)\to 0} for {\displaystyle x\to a^{+}}
{\displaystyle {\frac {f'(x)}{g'(x)}}\to c} for {\displaystyle x\to a^{+}}.
Af de første to ligninger følger, at funktionerne {\displaystyle f} og {\displaystyle g} er defineret i et interval {\displaystyle ]a,a+\rho [} til højre for {\displaystyle a}. Sættes {\displaystyle f(a)=g(a)=0} kan bevises, at både {\displaystyle f} og {\displaystyle g} er kontinuerte på intervallet. Af den tredje ligning følger, at {\displaystyle {\frac {f'(x)}{g'(x)}}} er defineret i et interval {\displaystyle ]a,\rho _{1}[}, hvor det kan antages, at {\displaystyle \rho _{1}<\rho }, da en funktion nødvendigvis må være defineret, for at dens afledede er det. Det betyder, at {\displaystyle g'(x)\not =0} i dette interval. Hvis {\displaystyle a<x<a+\rho _{1}} opfylder {\displaystyle g(x)} middelværdisætningens antagelser, og der eksisterer et {\displaystyle \xi \in ]a,x[}, så
{\displaystyle g'(\xi )={\frac {g(x)-g(a)}{x-a}}},
hvor {\displaystyle g'(\xi )\not =0}, {\displaystyle g(a)=0} og {\displaystyle x-a\not =0}, så {\displaystyle g(x)\not =0}, hvorfor brøken {\displaystyle {\frac {f(x)}{g(x)}}} er defineret. At vise at denne brøk har en grænseværdi, er det samme som at vise, at
{\displaystyle \forall \epsilon >0\exists \delta >0:a<x<a+\delta \Rightarrow \left|{\frac {f(x)}{g(x)}}-c\right|<\epsilon }.
Det vides imidlertid, at
{\displaystyle \forall \epsilon >0\exists \delta >0:a<x<a+\delta \Rightarrow \left|{\frac {f'(x)}{g'(x)}}-c\right|<\epsilon },
og det påstås, at samme {\displaystyle \delta } afparerer begge {\displaystyle \epsilon }. da {\displaystyle f(a)=g(a)=0}, gælder
{\displaystyle {\frac {f(x)}{g(x)}}={\frac {f(x)-f(a)}{g(x)-g(a)}}},
og ifølge Cauchys middelværdisætning, eksisterer et {\displaystyle d\in ]a,x[}, så ovenstående er lig {\displaystyle {\frac {f'(d)}{g'(d)}}}, men da {\displaystyle a<d<x<a+\delta }, gælder
{\displaystyle \left|{\frac {f(x)}{g(x)}}-c\right|=\left|{\frac {f'(d)}{g'(d)}}-c\right|<\epsilon },
hvilket var hvad, der skulle vises. Q.E.D. Bevisgangen for {\displaystyle x\to a^{-}} er stort set identisk med denne.

### Reglen om 0/0-udtryk, nårxgår mod uendelig
Antag, at {\displaystyle f} og {\displaystyle g} er definerede på intervallet {\displaystyle ]a,\infty [} og {\displaystyle f(x)\to 0} for {\displaystyle x\to \infty } og {\displaystyle g(x)\to 0} for {\displaystyle x\to \infty }. Så gælder et lignende resultat som det forrige, hvis brøken {\displaystyle {\frac {f'(x)}{g'(x)}}} har en grænseværdi. Hvis {\displaystyle {\frac {f'(x)}{g'(x)}}\to c} for {\displaystyle x\to \infty } gælder nemlig {\displaystyle {\frac {f(x)}{g(x)}}\to c} for {\displaystyle x\to \infty }, uanset om {\displaystyle c=\pm \infty } eller {\displaystyle c\in \mathbb {R} }.

### Reglen om∞{\displaystyle \infty }/∞{\displaystyle \infty }-udtryk
Antag, som ved den første regel, at {\displaystyle f} og {\displaystyle g} er definerede nær et punkt {\displaystyle a}, men denne gang at både {\displaystyle f(x)} og {\displaystyle g(x)} går mod {\displaystyle \infty } for {\displaystyle x\to a}. Som ved de forrige er resultatet, at hvis {\displaystyle {\frac {f'(x)}{g'(x)}}\to c} for {\displaystyle x\to a}, gælder {\displaystyle {\frac {f(x)}{g(x)}}\to c} for {\displaystyle x\to a}. Som tidligere kan {\displaystyle c} både være et reelt tal eller plus eller minus uendelig, og resultatet gælder også, hvis {\displaystyle x\to a^{+}}, {\displaystyle x\to a^{-}} og {\displaystyle x\to \infty }.